# Чемпионат мира по хоккею с мячом 2001
22-й Чемпионат мира по хоккею с мячом прошёл в шведском городе Хапаранда и финском Оулу с 24 марта по 1 апреля 2001 года. Впервые первенство мира состоялось сразу в двух странах. Чемпионом мира во второй раз стала сборная России, в финальном матче разгромившая сборную Швеции со счётом 6:1.

## Результаты
| Место | Сборная    | И | В | Н | П | М       | +/-  | Очки |
| ----- | ---------- | - | - | - | - | ------- | ---- | ---- |
| 1     | Швеция     | 6 | 6 | 0 | 0 | 76 — 18 | +58  | 12   |
| 2     | Россия     | 6 | 5 | 0 | 1 | 63 — 16 | +47  | 10   |
| 3     | Казахстан  | 6 | 4 | 0 | 2 | 63 — 39 | +24  | 8    |
| 4     | Финляндия  | 6 | 3 | 0 | 3 | 57 — 29 | +28  | 6    |
| 5     | Норвегия   | 6 | 2 | 0 | 4 | 48 — 44 | +4   | 4    |
| 6     | США        | 6 | 1 | 0 | 5 | 21 — 59 | −38  | 2    |
| 7     | Белоруссия | 6 | 0 | 0 | 6 | 1 — 124 | −123 | 0    |

- 24 марта: Финляндия — Норвегия — 6:0
- 24 марта: Белоруссия — Казахстан — 0:23
- 24 марта: Швеция — Россия — 4:2
- 25 марта: Норвегия — США — 4:1
- 25 марта: Швеция — Казахстан — 10:6
- 25 марта: Финляндия — Белоруссия — 23:0
- 26 марта: Белоруссия — Россия — 1:8
- 26 марта: Финляндия — США — 12:1
- 26 марта: Норвегия — Казахстан — 5:7
- 27 марта: Белоруссия — США — 0:14
- 27 марта: Россия — Казахстан — 16:1
- 27 марта: Швеция — Норвегия — 14:5
- 28 марта: Финляндия — Россия — 5:10
- 28 марта: США — Казахстан — 1:14
- 28 марта: Швеция — Белоруссия — 24:0
- 29 марта: Россия — США — 11:3
- 29 марта: Финляндия — Швеция — 4:6
- 29 марта: Норвегия — Белоруссия — 32:0
- 30 марта: Финляндия — Казахстан — 7:12
- 30 марта: Швеция — США — 18:1
- 30 марта: Норвегия — Россия — 2:16

### Плей-офф

#### Полуфинал
- 31 марта: Казахстан —Россия — 5:13
- 31 марта: Швеция — Финляндия — 4:2

#### Матч за 5-е место
- 31 марта: Норвегия — США — 18-3

#### Матч за 3-е место
- 1 апреля: Финляндия — Казахстан — 3-2

#### Финал
| 1 апреля | \| Россия \| 6:1 \| Швеция \| \| Грачев (42, 85), Свешников (52), Обухов (60 — с 12-метрового), Ярович (77), Тюкавин (87) Нереализованный 12-метровый: Грачев, 38 (вратарь) \| Голы \| Густафссон (67) \| | Стадион: «Оулу Бенди Стадиум» Оулу Зрителей: 3000 Судья: Валлен |
| Россия | 6:1 | Швеция                                                          |
| Грачев (42, 85), Свешников (52), Обухов (60 — с 12-метрового), Ярович (77), Тюкавин (87) Нереализованный 12-метровый: Грачев, 38 (вратарь) | Голы | Густафссон (67)                                                 |

## Итоговое положение
| 1  | Россия    |
| 2  | Швеция    |
| 3  | Финляндия |
| 4. | Казахстан |
| 5. | Норвегия  |
| 6. | США       |
| 7. | Беларусь  |